# St. Silvester (Zaisertshofen)

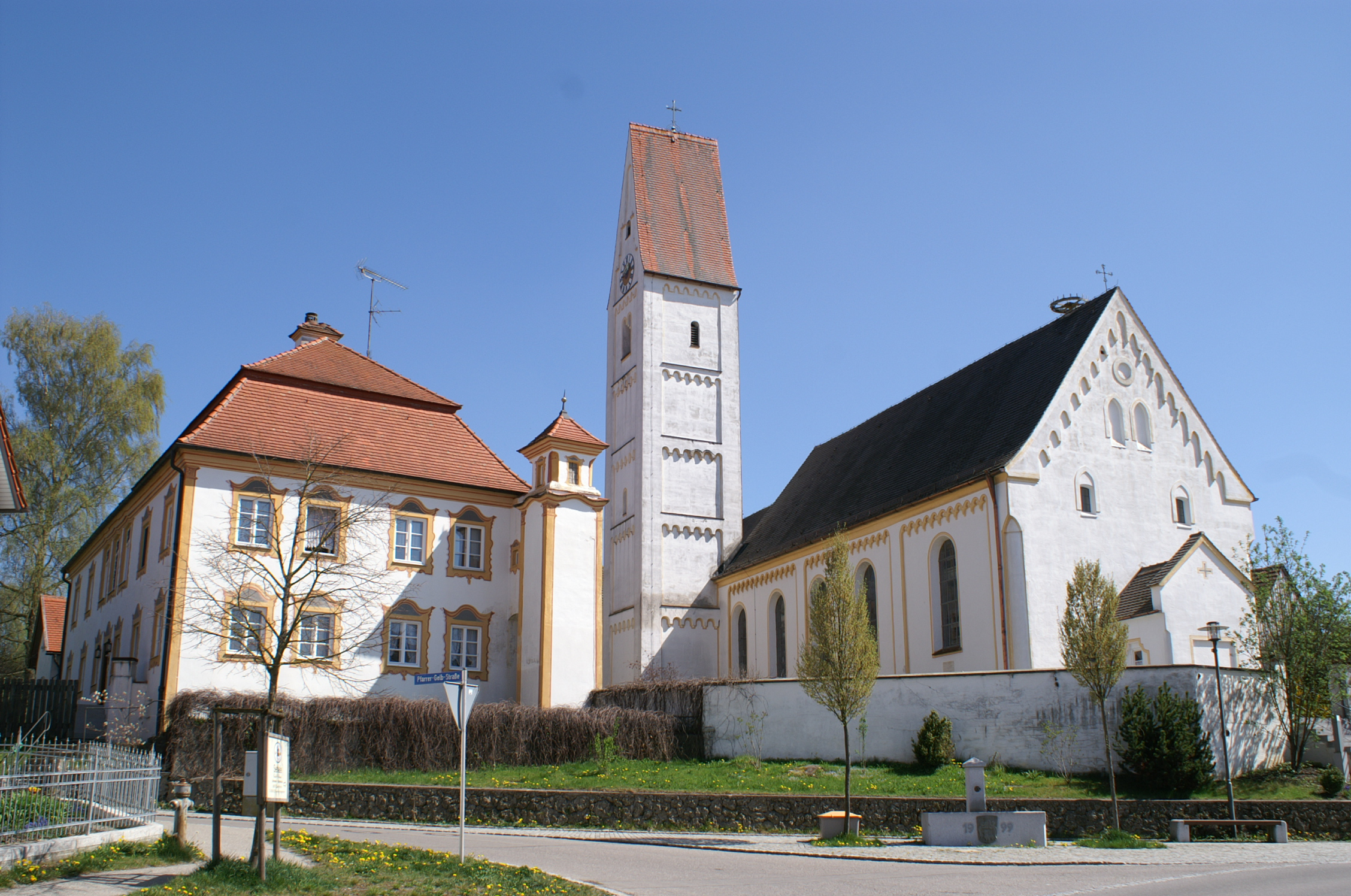
Kirche St. Silvester in Zaisertshofen

Die katholische Pfarrkirche St. Silvester befindet sich in Zaisertshofen, einem Ortsteil von Tussenhausen im Landkreis Unterallgäu in Bayern. Die Kirche steht unter Denkmalschutz.

## Geschichte
Die Kirche ist ein spätgotischer Bau aus der zweiten Hälfte des 15. Jahrhunderts. Michael Stiller hat die Kirche 1758 umgestaltet. Eine Verlängerung der Kirche nach Westen fand wohl 1837 statt. Die Rokokoausstattung wie auch die Fresken von Johann Baptist Enderle aus dem Jahr 1759 wurden 1864/1865 entfernt.

## Baubeschreibung und Ausstattung

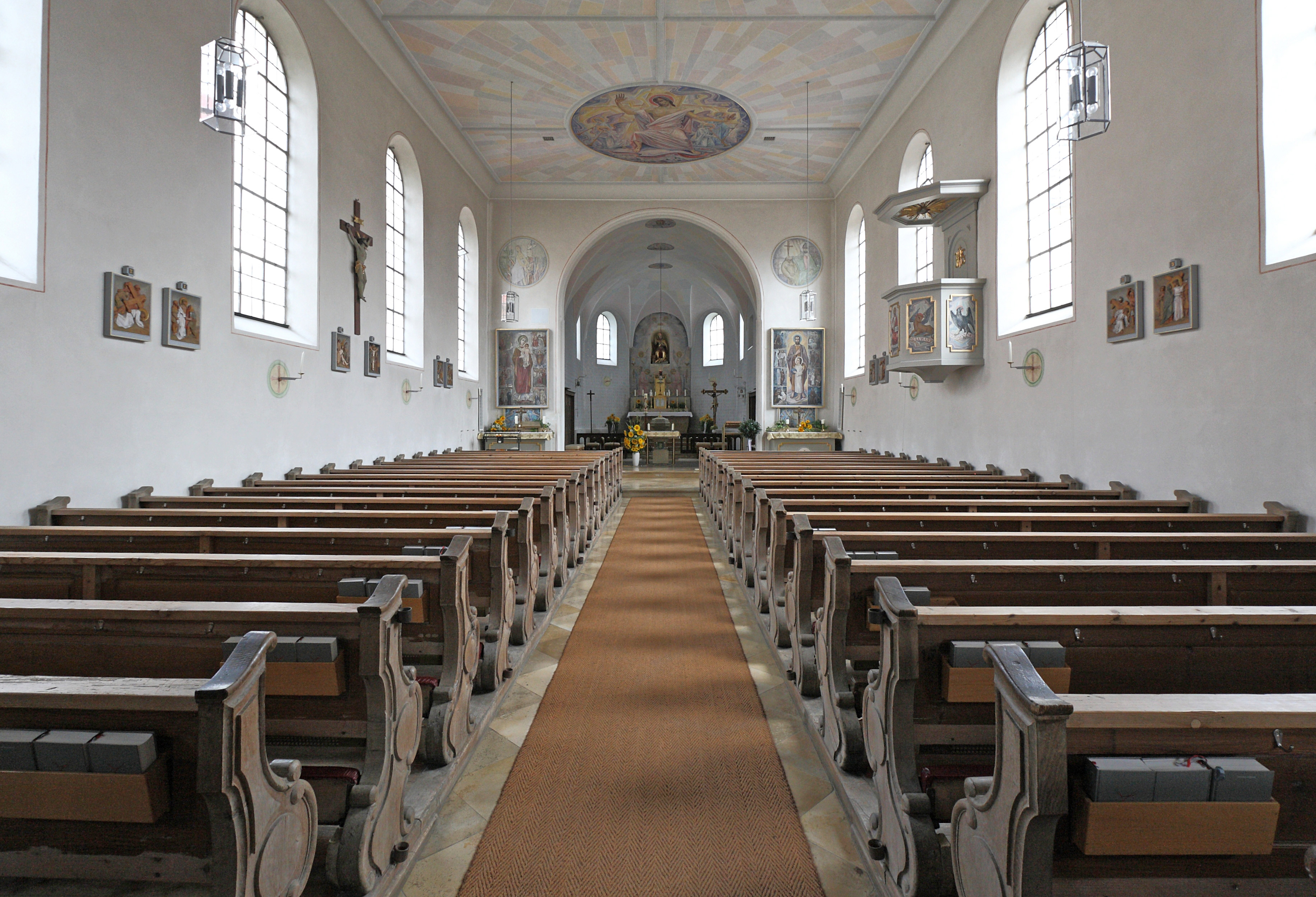
Innenansicht

Im Jahr 1954 wurde das Innere der Kirche durch Michael Kurz vollständig verändert. Die Außenfassade der Kirche wird durch Lisenen gegliedert. Dreipass- und Spitzbogenfriese befinden sich am Langhaus wie auch am Kirchturm. Der Kirchturm befindet sich auf der Nordseite im Chorwinkel. Dieser ist mit einem Satteldach gedeckt. Die Kirche selbst ist ein Saalbau mit Flachdecke. An das Langhaus schließt sich der eingezogene dreiseitig geschlossene Chor an. Im Chor befindet sich eine Stichkappentonne.
1955 schuf der Augsburger Maler Karl Radinger Altarbilder, Decken- und Wandfresken.